# ماطاواي

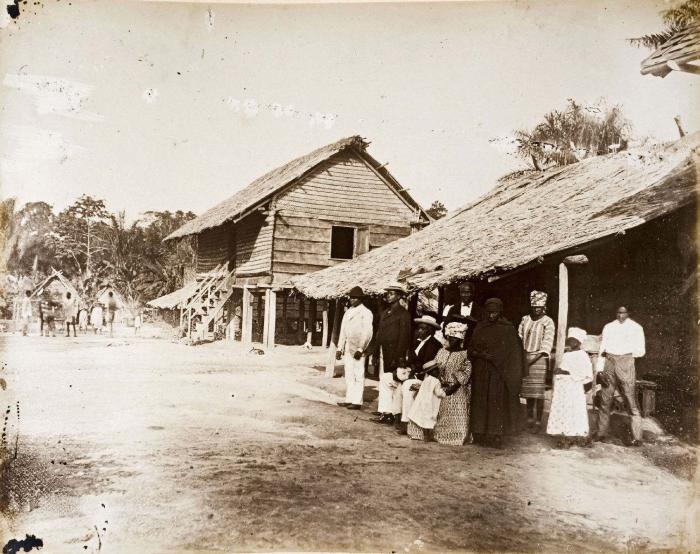

ماطاواي هي اٍحدى شعوب المارون الستة المعروفة عموما ب زنوج الأدغال في جمهورية سورينام. وهم يعيشون في واحد وعشرين قرية شمال كواكوغون (أو كواكويغرون) على نهر ساراماكار في وسط سورينام، ولكن قريبة نسبيا من الساحل. لغتهم تدعى ماتاواي.